# Giorgi Avalishvili
Giorgi Avalishvili (en georgiano: გიორგი ავალიშვილი) (1769 – 1850) fue un escritor y diplomático georgiano,  considerado como uno de los padres del teatro georgiano.
Perteneciente de una familia principesca proveniente del Reino de Kajetia en el este de Georgia, Avalishvili fue educado en el Imperio ruso. Después del Tratado de Gueórguiyevsk entre ambas facciones ya mencionadas, ejerció como enviado hacia San Petersburgo para los monarcas georgianos Heraclio II y Jorge XII entre 1784 y 1801.
Avalishvili viajó al Medio Oriente entre 1819 y 1820, y escribió un largo y valioso relato de viaje. El resto de su obra se ha perdido en gran medida. Avalishvili tradujo extensamente obras de autores rusos y de Europa Occidental a su idioma nativo. Colaboró en la fundación del primer Teatro Nacional de Georgia en Tiflis en 1791, durante la corte del rey Heraclio II. También se le atribuye haber escrito la primera obra dramática original georgiana, Rey Teimuraz, del cual solo sobrevive el prólogo del autor.